# 和田正義
和田 正義（わだ ただよし、1976年11月12日 - ）は、山形県出身の男子プロゴルファー。女子プロゴルファーの和田委世子は妹。

## 人物
2003年にプロテストに合格。
ツアーでは結果が出せず、2006年からドラコンに転向しLDA世界ドラコン選手権日本大会でいきなり優勝。ポテンシャルの高さを証明した。
同年、ラスベガスで行われた世界大会に日本代表として臨んだが、予選敗退。

## プロフィール
- 身長…176cm
- 体重…75kg
- 血液型…A型
- 出身校…東北福祉大学